# معركة جسر فربانيا
معركة جسر فربانيا كانت مواجهة مسلحة وقعت في 27 مايو 1995 بين قوات حفظ السلام التابعة للأمم المتحدة من الجيش الفرنسي وعناصر من جيش جمهورية صرب البوسنة لجمهورية صرب البوسنة. وقع القتال عند معبر جسر فربانيا على نهر ميلياتسكا في سراييفو بالبوسنة والهرسك خلال حرب البوسنة والهرسك. استولى جيش جمهورية صرب البوسنة على نقاط المراقبة التابعة لقوة الحماية التابعة للأمم المتحدة على طرفي الجسر واحتجزت اثني عشر من قوات حفظ السلام الفرنسية كرهائن. تم أخذ عشرة منهم لكن تم وضع اثنين على الجسر كدروع بشرية.
استعادت فصيلة مكونة من 30 جنديا فرنسيا من قوات حفظ السلام بقيادة الكابتن آنذاك فرانسوا لوكوانتر السيطرة على الجسر بدعم من 70 من جنود المشاة الفرنسيين ونيران مباشرة من المركبات المدرعة. خلال الهجوم الفرنسي فتحت عناصر من جيش جمهورية البوسنة والهرسك النار على نقاط المراقبة التي يسيطر عليها جيش جمهورية صرب البوسنة بمبادرة منهم مما أدى إلى إصابة رهينة فرنسي بجروح بطريق الخطأ. وقتل جنديان فرنسيان خلال المعركة وجرح 17 اخرون. وسقط ضحايا جيش جمهورية صرب البوسنة أربعة قتلى وعدة جرحى وأسر أربعة. بعد المعركة لوحظ أن قوات جيش جمهورية صرب البوسنة أقل احتمالا للاشتباك مع قوات حفظ السلام الفرنسية التابعة للأمم المتحدة المنتشرة في المدينة. في عام 2017 تم تعيين لوكوانتر وهو الآن جنرال بالجيش رئيسا لأركان الدفاع الفرنسية.

## الخلفية
كان جسر فربانيا يقع في منطقة محايدة بين جيش جمهورية البوسنة والهرسك المحاصَر وجيش جمهورية صرب البوسنة المحاصِر خلال 1992-1996 حصار سراييفو في البوسنة والهرسك. كانت محاطة بالمباني العالية مما جعلها هدفا لنيران القناصة منذ بداية حرب البوسنة والهرسك. في 5 أبريل 1992 أطلقت الشرطة القومية الصربية البوسنية المسلحة النار على المتظاهرين على الجسر. ونتيجة لذلك توفيت امرأتان وهما سوادا ديلبيروفيتش وأولغا سوتشيتش ويعتبرهما الكثيرون أول ضحايا الحرب.
في مارس 1995 بينما كانت منظمة حلف شمال الأطلسي (الناتو) تخطط لاستراتيجية جديدة لدعم عمليات الأمم المتحدة لحفظ السلام في البوسنة والهرسك وقف إطلاق النار بوساطة رئيس الولايات المتحدة السابق جيمي كارتر بين جيش جمهورية البوسنة والهرسك وجيش جمهورية صرب البوسنة. انتهى القتال واستؤنف القتال. مع اتساع النضال تدريجيا شن جيش جمهورية البوسنة والهرسك هجوما واسع النطاق حول سراييفو. ردا على ذلك استولى جيش جمهورية صرب البوسنة على أسلحة ثقيلة من مستودع خاضع لحراسة الأمم المتحدة وبدأ في قصف أهداف حول المدينة مما دفع قائد قيادة البوسنة والهرسك اللفتنانت جنرال البريطاني روبرت سميث إلى مطالبة الناتو بضربات جوية ضد جيش جمهورية صرب البوسنة. رد الناتو في 25 و26 مايو 1995 بقصف مستودع ذخيرة جيش جمهورية صرب البوسنة في بالي عاصمة صرب البوسنة والهرسك. نفذت المهمة من قبل طائرات القوات الجوية الأمريكية من طراز جنرال دايناميكس إف-16 فايتينغ فالكون وطائرات سلاح الجو الإسباني من طراز إف/إيه-18 هورنت مسلحة بقنابل موجهة بالليزر. ثم استولى جيش جمهورية صرب البوسنة على 377 رهينة من قوة الحماية التابعة للأمم المتحدة واستخدمتهم كدروع بشرية لمجموعة متنوعة من أهداف الغارات الجوية المحتملة لحلف شمال الأطلسي في البوسنة والهرسك مما أجبر الناتو على إنهاء العمليات الجوية ضد جيش جمهورية صرب البوسنة. ومن بين رهائن الامم المتحدة الذين احتجزهم صرب البوسنة والهرسك 92 فرنسيا.

## المعركة

### هجوم جيش جمهورية صرب البوسنة
في 27 مايو 1995 في تمام الساعة 04:30 استولى جنود جيش جمهورية صرب البوسنة الذين كانوا متنكرين كقوات فرنسية على نقاط المراقبة التابعة للأمم المتحدة على طرفي جسر فربانيا دون إطلاق رصاصة واحدة. كانوا يرتدون الزي الرسمي الفرنسي والسترات الواقية من الرصاص والخوذات والأسلحة الشخصية ويقودون ناقلة جند مدرعة فرنسية تم أسرهم جميعا من قوات الأمم المتحدة المحتجزة خارج المدينة. نزع الصرب سلاح 12 فرنسيا من قوات حفظ السلام على الجسر تحت تهديد السلاح. تم أخذ عشرة منهم وظل اثنان من الرهائن على الجسر كدروع بشرية. وفقا للعقيد إريك ساندال قائد الكتيبة الفرنسية الرابعة التي كانت في ذلك الوقت مقدمة من فوج المشاة البحري الثالث «عندما أخذ الصرب جنودنا تحت سيطرتهم بالتهديد عن طريق الحيل القذرة بدأوا في التصرف كإرهابيين ولا يمكنك دعم هذا. يجب أن ترد. تأتي اللحظة التي يتعين عليك فيها إيقاف ذلك. توقف بالكامل. وقد فعلنا ذلك».

### رد فعل فرنسي
كان أول دليل تلقته قوات الأمم المتحدة الفرنسية على وجود خطأ ما في جسر فربانيا هو الصمت اللاسلكي من المركز الفرنسي. في حوالي الساعة 05:20 توجه قائد السرية الكابتن فرانسوا لوكوانتر غير قادر على إجراء اتصال لاسلكي مع المنشورات إلى الجسر لمعرفة ما كان يحدث. استقبله حارس صربي يرتدي الزي الفرنسي وحاول أسره. استدار لوكوانتر بسرعة وتوجه إلى ملعب سكيندريا مقر القوات الفرنسية. عندما وصلت أنباء الاستيلاء على الجسر إلى الرئيس الفرنسي المنتخب حديثا جاك شيراك تحايل على سلسلة القيادة في الأمم المتحدة وأمر بشن هجوم لاستعادة الجسر من صرب البوسنة والهرسك.

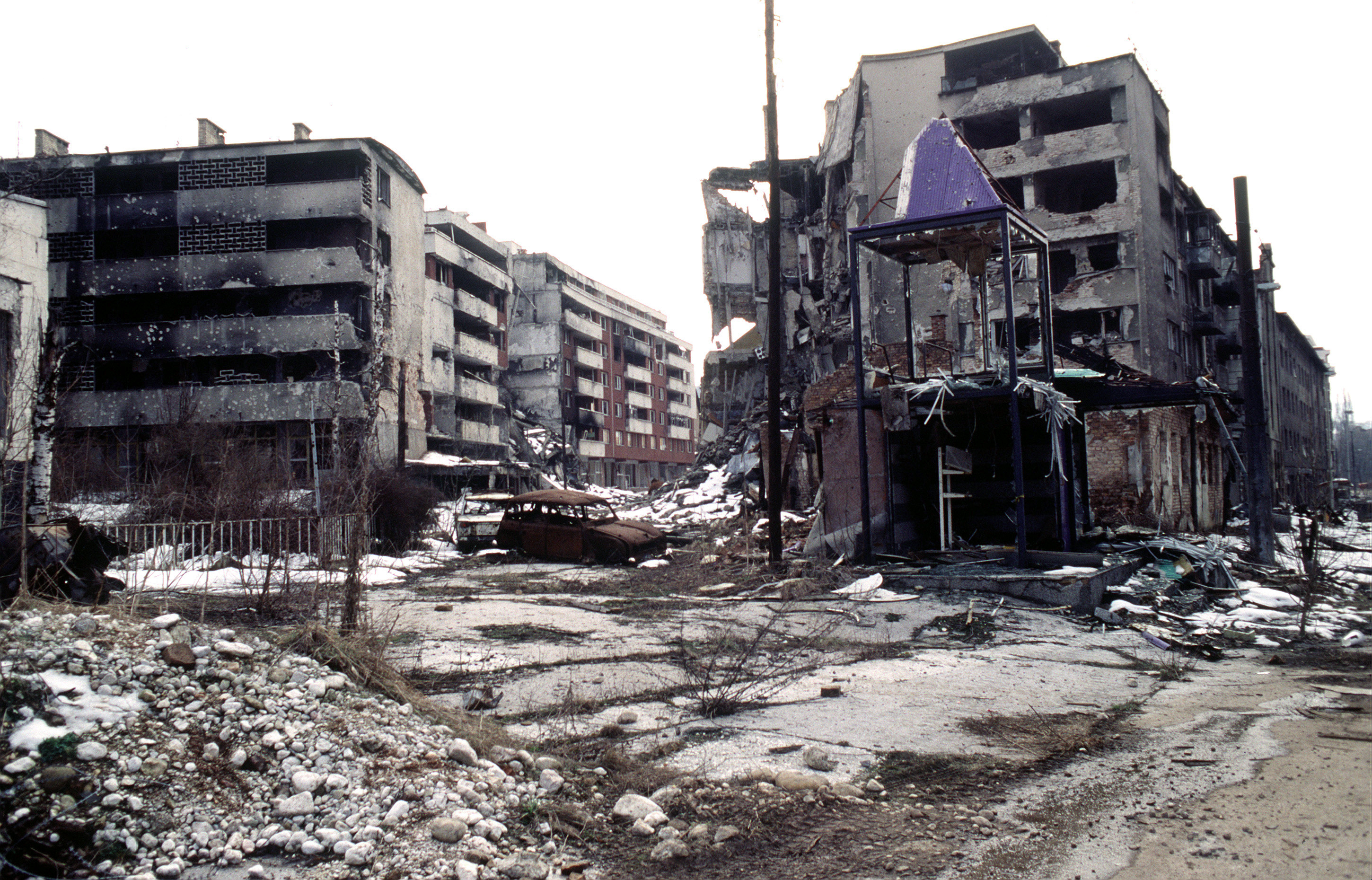
ضواحي سراييفو التي دمرتها المعركة بالقرب من جسر فربانيا فوق نهر ميلياتسكا.

ردت القيادة الفرنسية في البوسنة والهرسك بإرسال فصيلة من 30 جنديا من فوج المشاة البحري الثالث لإعادة الاستيلاء على الطرف الشمالي من الجسر بدعم من 70 مشاة فرنسيا آخر وست سيارات مدرعة من طراز إيه آر سي 90 ساغاي والعديد من ناقلات الجنود المدرعة. كانت القوة الهجومية بقيادة لوكوانتر الذي اقترب من الحافة الشمالية للجسر متبعا المسار المعتاد لقوافل الأمم المتحدة. كان أربعة عشر جنديا من جيش جمهورية صرب البوسنة في الموقع وقت الهجوم. مع تثبيت الحراب اجتاح مشاة البحرية الفرنسيون مخبأ كان بحوزة جيش جمهورية صرب البوسنة على حساب حياة جندي فرنسي هو الجندي جاكي همبلو. تم دعم الهجوم بنيران مدرعة من عيار 90 ملم (3.5 بوصات) ونيران مدافع رشاشة ثقيلة. ورد جيش جمهورية صرب البوسنة بقذائف الهاون ونيران الأسلحة المضادة للطائرات. قتل الجندي الفرنسي الثاني مارسيل أمارو برصاص قناص أثناء دعمه للهجوم من المقبرة اليهودية في سراييفو. وأصيب 17 جنديا فرنسيا في الاشتباك بينما قُتل أربعة جنود من جيش جمهورية صرب البوسنة وجُرح عدة آخرون وأسر أربعة.
انضم قناصة جيش جمهورية البوسنة والهرسك إلى القتال من تلقاء أنفسهم وأطلقوا النار عن طريق الخطأ وأصابوا رهينة فرنسي. في ختام المعركة التي استمرت 32 دقيقة ظل جيش جمهورية صرب البوسنة مسيطرا على الطرف الجنوبي من الجسر بينما احتل الفرنسيون الطرف الشمالي. ثم حصل جيش جمهورية صرب البوسنة على هدنة لاسترداد قتلى وجرحى تحت التهديد بقتل الرهائن الفرنسيين. تم إطلاق سراح الجندي الفرنسي المصاب على الفور وتم نقله إلى مستشفى تابع للأمم المتحدة. استسلم جيش جمهورية صرب البوسنة في النهاية وتخلى عن الطرف الجنوبي للجسر. تمكن الجندي الفرنسي الثاني المحتجز كرهينة عند الجسر وهو عريف من الفرار. تم التعامل مع جنود جيش جمهورية صرب البوسنة الذين تم أسرهم في العملية كأسرى حرب واحتُجزوا في منشأة تابعة لقوة الحماية.

## ما بعد الكارثة

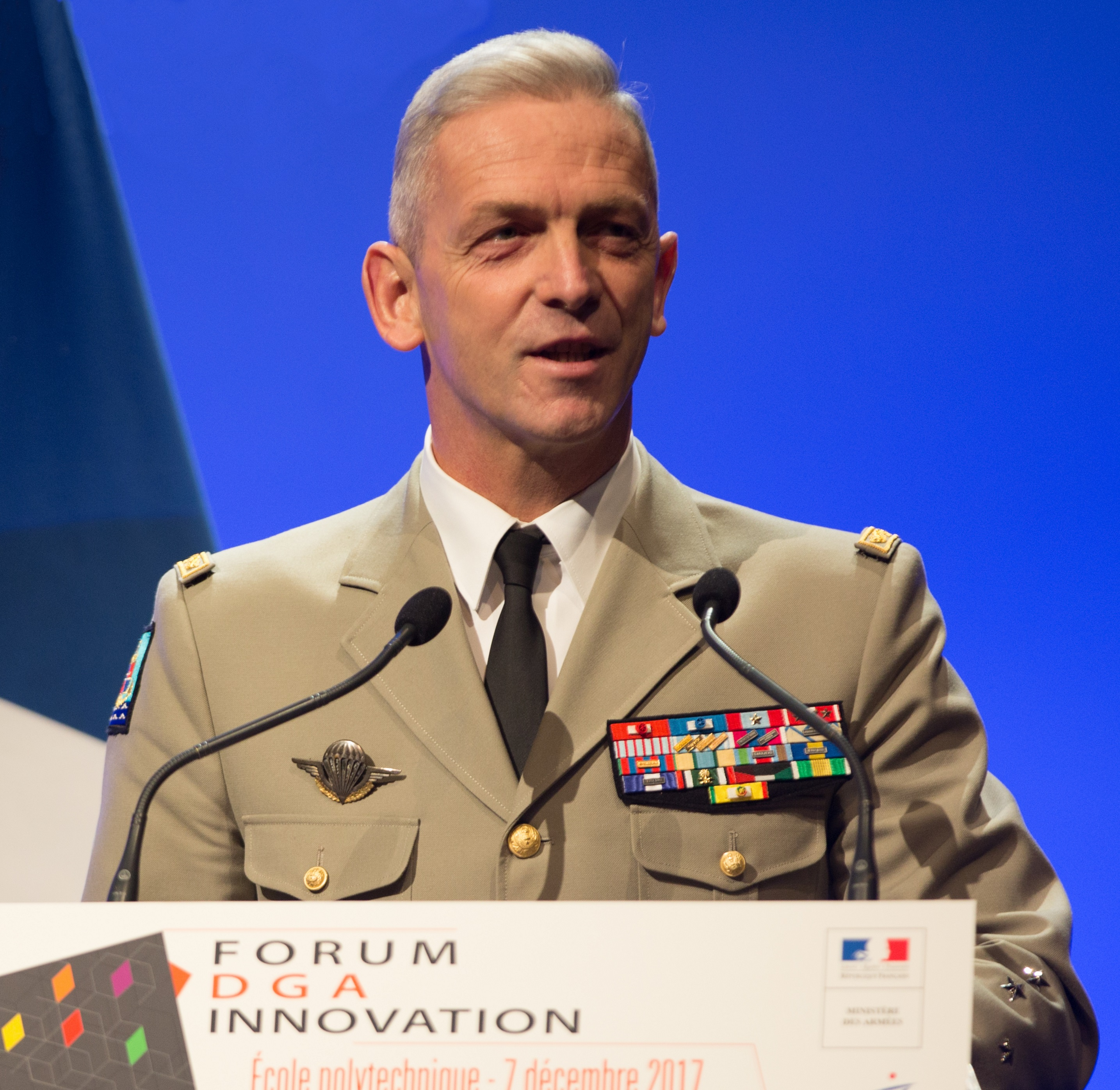
الجنرال فرانسوا لوكوانتر الذي قاد القوات الفرنسية خلال المعركة يتحدث في حدث في مدرسة الفنون التطبيقية في باليزو في عام 2017.
في مواجهة أزمة الرهائن المستمرة بدأ سميث وغيره من كبار قادة الأمم المتحدة في تغيير الاستراتيجية. بدأت الأمم المتحدة في إعادة نشر قواتها في مواقع أكثر قابلية للدفاع بحيث يصعب مهاجمتها ويصعب أخذها كرهائن. في 16 يونيو 1995 صدر قرار مجلس الأمن التابع للأمم المتحدة رقم 998 الذي أنشأ قوة الرد السريع البريطانية والفرنسية والهولندية التابعة للأمم المتحدة تحت إشراف سميث. كانت قوة الرد السريع التابعة للأمم المتحدة المأذون لها بقوة قوامها 12500 جندي تشكيلا مدججا بالسلاح مع قواعد اشتباك أكثر عدوانية مصممة لاتخاذ إجراءات هجومية إذا لزم الأمر لمنع أخذ الرهائن وإنفاذ اتفاقيات السلام. تم إطلاق سراح رهائن الأمم المتحدة المتبقين الذين تم احتجازهم في جميع أنحاء البلاد بعد يومين وكذلك جنود جيش جمهورية صرب البوسنة الأربعة الذين تم أسرهم عند جسر فربانيا.
مع انتشار قوة الرد السريع التابعة للأمم المتحدة في يونيو ويوليو أصبح من الواضح أن الأمم المتحدة كانت تتجه نحو موقف إنفاذ السلام بدلا من موقف حفظ السلام. أرسل البريطانيون مدفعية ولواء جوا متنقلا يضم مروحيات هجومية ولم تقم القوة بتلوين مركباتها باللون الأبيض أو ارتداء خوذات زرقاء كما هو معتاد في مهام الأمم المتحدة. في 1 أغسطس عقب سقوط منطقتي الأمم المتحدة الآمنة في سريبرينيتشا وشيبا في أيدي جيش جمهورية صرب البوسنة حذر كبار الضباط البريطانيين والفرنسيين والولايات المتحدة قائد جيش جمهورية صرب البوسنة الجنرال راتكو ملاديتش من أن أي هجمات أخرى على قوات الأمن التابعة للأمم المتحدة ستؤدي إلى استخدام حلف شمال الأطلسي والأمم المتحدة قوة «غير متناسبة» و«ساحقة».
وفقا لكبار الضباط الفرنسيين المشاركين في المعركة أظهر العمل على جسر فربانيا جيش جمهورية صرب البوسنة أن موقف قوة الحماية قد تغير. بعد المعركة لوحظ أن قوات جيش جمهورية صرب البوسنة أقل احتمالا للاشتباك مع قوات حفظ السلام الفرنسية التابعة للأمم المتحدة المنتشرة في المدينة. قال اللفتنانت كولونيل إريك روسيل ضابط من القوات الفرنسية شارك في العملية في وقت لاحق أنه «منذ الحادث الصرب صامتون بشكل غريب تجاهنا». هدد الأدميرال جاك لانكساد من هيئة أركان الدفاع بالاستقالة. كان لانكساد مدعوما من قبل رئيس الوزراء الفرنسي آلان جوبيه ووزير الدفاع تشارلز ميلون لكن شيراك هزمهما.
في 30 أغسطس في بداية عملية القوة المتعمدة لحلف الناتو مع الحملة الجوية والبرية المشتركة ضد جيش جمهورية صرب البوسنة أطلقت قوة الرد السريع التابعة للأمم المتحدة 600 طلقة مدفعية على مواقع مدفعية جيش جمهورية صرب البوسنة حول سراييفو. لعبت قوة الرد السريع التابعة للأمم المتحدة دورا مهما في إنهاء الحصار وإجبار صرب البوسنة والهرسك على الجلوس إلى طاولة المفاوضات في وقت لاحق من ذلك العام. في 20 ديسمبر 1995 تم إعفاء قوة الأمم المتحدة للحماية من قبل قوة التنفيذ التابعة لحلف شمال الأطلسي بعد التفاوض الناجح على اتفاقيات السلام لاتفاقية دايتون. تم الكشف عن نصب تذكاري للجنود الفرنسيين الذين قتلوا في المعركة في 5 أبريل 1996 إلى جانب لوحة تذكارية لإحياء ذكرى ديلبيروفيتش وسوتشيتش. في ذلك اليوم تمت إعادة تسمية الجسر تخليدا لذكرى المرأتين. في عام 2017 تم تعيين لوكوانتر الذي اشتهر من خلال هجوم الحربة على الجسر وأصبح الآن جنرالا في الجيش كرئيس أركان الدفاع الفرنسي.
ظل الرأي العام الإيجابي في فرنسا حول عمليات حفظ السلام الفرنسية في حرب البوسنة والهرسك أعلى بقليل من المتوسط بالنسبة للدول الأوروبية طوال المهمة مع تأييد غالبية السكان الفرنسيين بشدة للتدخل العسكري طوال المهمة. وقد تلاقت هذه السياسة الفرنسية في النهاية والتي كانت قد بدأت من موقف حرم من استخدام القوة.